# Operacja Jawdyńskiego-Crile’a
Operacja Jawdyńskiego-Crile’a – operacja polegająca na usunięciu 5 grup węzłów chłonnych szyi:
- I węzły chłonne podbródkowe i podżuchwowe
- II, III i IV – węzły chłonne wzdłuż żyły szyjnej wewnętrznej
- V węzły chłonne bocznego trójkąta szyi

oraz niektórych struktur anatomicznych szyi takich jak:
- mięsień mostkowo-obojczykowo-sutkowy
- nerw dodatkowy
- żyła szyjna wewnętrzna

Jest to operacja najczęściej wykonywana przez otolaryngologów i chirurgów szczękowo-twarzowych, czasami także przez chirurgów onkologicznych.
Operacja ta straciła jednak na znaczeniu, gdyż coraz częściej stosuje się dyssekcję, która różni się od operacji Crile’a oszczędzeniem mięśnia mostkowo-obojczykowo-sutkowego, nerwu XI i żyły szyjnej wewnętrznej.

## Wskazania
- przerzuty do węzłów chłonnych szyi (najczęściej z narządów głowy i szyi)
- przerzut z nieznanego ogniska pierwotnego.

## Przebieg
Jednym z najczęściej stosowanych dostępów jest metoda Martina, w której wykonuje się cięcia przebiegające od linii pośrodkowej poniżej guzowatości bródkowej bocznie łukiem poniżej kąta żuchwy do wyrostka sutkowego, następnie od bocznej części mięśnia czworobocznego w dół w kierunku wcięcia szyjnego skąd przeprowadza się cięcie łączące do góry po przyśrodkowym brzegu mięśnia mostkowo-obojczykowo-sutkowego. Wytwarza się płat przecinając tkankę podskórną wraz z mięśniem szerokim szyi. Preparując w kierunku przyśrodkowym odsłania się mięśnie podgnykowe, ku górze do dolnego bieguna ślinianki przyusznej z zachowaniem gałęzi brzeżnej żuchwy nerwu twarzowego, bocznie do mięśnia czworobocznego, w dół do dołu nadobojczykowego. Kolejnym etapem jest odcięcie przyczepów mięśnia mostkowo-obojczykowo-sutkowego, wypreparowanie dolnego odcinka pochewki tętnicy szyjnej, podwiązanie i przecięcie żyły szyjnej wewnętrznej przy zachowaniu nerwu błędnego i tętnicy szyjnej wspólnej. Preparując bocznie w kierunku mięśnia czworobocznego podwiązuje się żyłę szyjną zewnętrzną i przecina mięsień łopatkowo-gnykowy. Preparując zawartość trójkąta bocznego szyi przecina się nerw dodatkowy i gałęzie tętnicy poprzecznej szyi. Idąc ku górze dochodzi się do splotu ramiennego i nerwu przeponowego układającego się na mięśniu pochyłym przednim – struktury te zostają zachowane. Odpreparowując blok tkankowy zawierający mięsień mostkowo-obojczykowo-sutkowy, żyłę szyjną wewnętrzną i tkanki trójkąta przedniego szyi dochodzi się powyżej rozwidlenia tętnicy szyjnej. Po przecięciu powięzi powierzchownej szyi dochodzi się do mięśnia żuchwowo-gnykowego, wyłuszcza węzły chłonne podbródkowe w trójkącie podbródkowym, śliniankę podżuchwową oszczędzając nerw językowy. Przyśrodkowym ograniczeniem jest przedni brzusiec mięśnia dwubrzuścowego. Uwidacznia się tylny brzusiec mięśnia dwubrzuścowego, po którym uważając na przebiegający ku tyłowi nerw podjęzykowy preparuje się w kierunku żyły szyjnej wewnętrznej. Jej podwiązanie i odcięcie mięśnia mostkowo-obojczykowo-sutkowego od wyrostka sutkowatego kości skroniowej pozwala na usunięcie całego bloku tkankowego. Ranę zamyka się warstwowo.

## Historia
Polska nazwa upamiętnia amerykańskiego chirurga George’a Crile’a i polskiego, Franciszka Jawdyńskiego. W innych krajach używa się nazwy zabiegu lub operacji Crile’a.